# Kimberly Po
Kimberly Po-Messerli, född 20 oktober 1971 i Los Angeles, Kalifornien, USA, är en amerikansk högerhänt tidigare professionell tennisspelare med störst framgångar i dubbel.

## Tenniskarriären
Kimberly Po blev professionell WTA-spelare 1991 och spelade på touren till och med säsongen 2001. De sista spelsäsongerna satsade hon huvudsakligen på dubbel. Hon vann inga singeltitlar på touren men 3 i ITF-arrangerade turneringar. Hon var mer framgångsrik i dubbel, och vann totalt 5 WTA-titlar och 1 ITF-titel. 
Som singelspelare nådde Po som bäst kvartsfinal i Grand Slam-turneringen Australiska öppna (1997). På vägen dit hade hon i fjärde omgången besegrat amerikanskan Lindsay Davenport.
I juli år 2000 vann Po sin första GS-titel, då hon tillsammans med landsmannen Donald Johnson nådde finalen i mixed dubbel i Wimbledonmästerskapen. Paret besegrade där Lleyton Hewitt/Kim Clijsters med 6-4, 7-6. Redan 1999 spelade de båda final i mixed dubbel i US Open och 2001 nådde hon dubbelfinal i turneringen tillsammans med Nathalie Tauziat. 

## Grand Slam-titlar
- Wimbledonmästerskapen
  - Mixed dubbel - 2000 (med Donald Johnson)

## WTA-titlar
- Dubbel
  - 2001 - Los Angeles (med Nathalie Tauziat), Canadian Open (med Nicole Pratt)
  - 2000 - Oklahoma City (med Corina Morariu)
  - 1999 - Tokyo [Japan Open] (med Corina Morariu)
  - 1998 - Québec (med Lori McNeil)